# Каслау

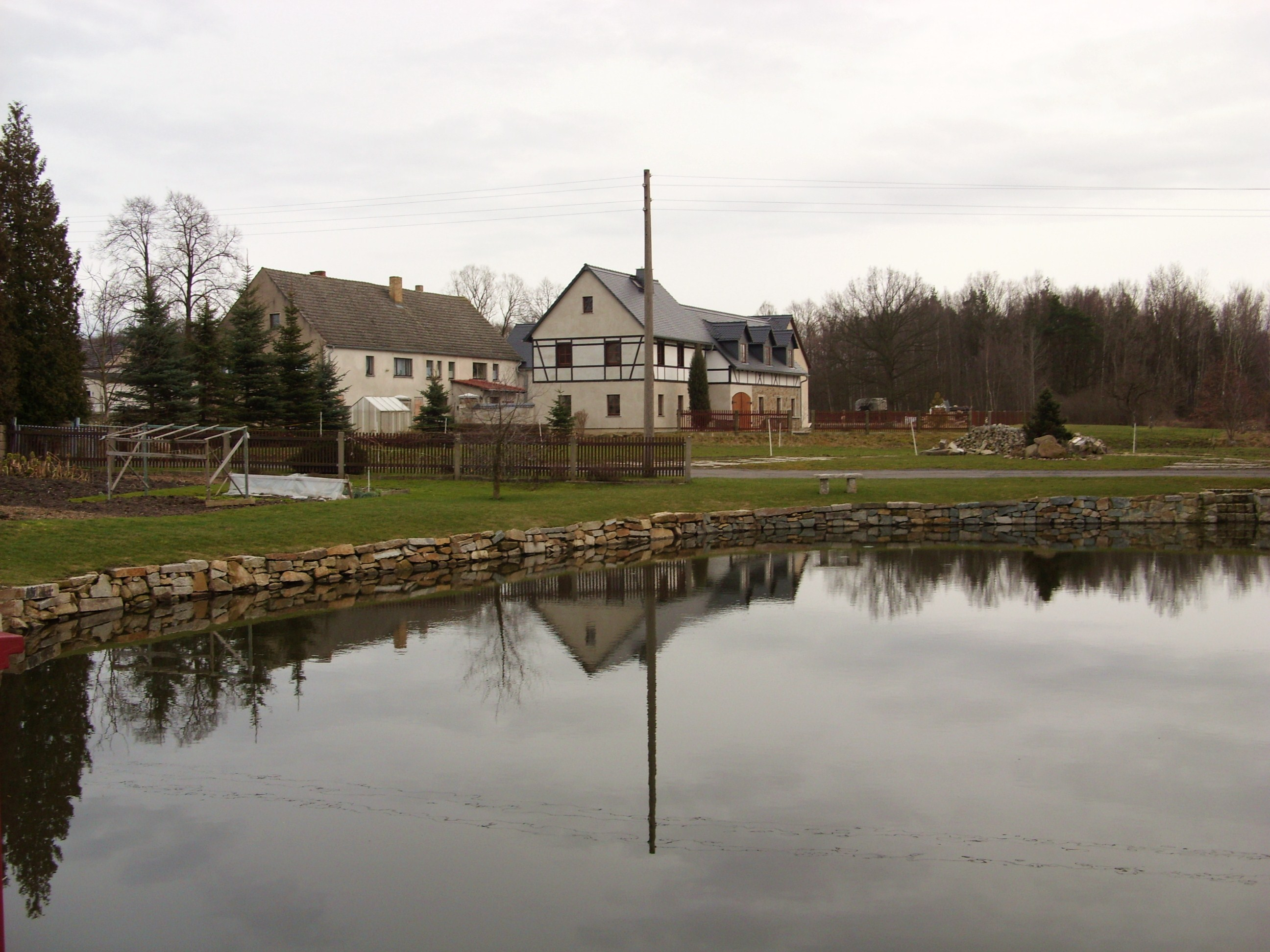

Ка́слау или Ко́слов (нем. Caßlau; в.-луж. Koslowо файле) — деревня в Верхней Лужице, Германия. Входит в состав коммуны Нешвиц района Баутцен в земле Саксония. Подчиняется административному округу Дрезден.

## География
Деревня находится на автомобильной дороге между Нешвицом и Ральбицами примерно в 16 километрах на северо-запад от Будишина и в 12 километрах от Кулова. Через деревню протекает река Добершютцер Вассер, которая наполняет пруд деревенский пруд Каслауэр. На северо-востоке деревни находятся границы природоохранной зоны «Caßlauer Wiesenteiche». Лесной массив, находящийся на севере границы, простирается на восемь километров до деревни Кочина (с 1994 года входит в городские границы города Кулов).
Граничит на севере с деревней Йитк коммуны Кёнигсварта, на востоке — с деревнями Шешов и Несвачидло, на юге — с деревнями Лиша-Гора и Доброчицы и на западе — с деревней Новослицы.

## История
Впервые упоминается в 1374 году под наименованием Kosslow.
С 1936 по 1974 года входила в состав коммуны Добершюц. С 1974 года входит в состав современной коммуны Нешвиц.
В настоящее время деревня входит в состав культурно-территориальной автономии «Лужицкая поселенческая область», на территории которой действуют законодательные акты земель Саксонии и Бранденбурга, содействующие сохранению лужицких языков и культуры лужичан.

## Население
Официальным языком в населённом пункте, помимо немецкого, является также верхнелужицкий язык.
Согласно статистическому сочинению «Dodawki k statisticy a etnografiji łužickich Serbow» Арношта Муки в 1884 году проживало 97 человек (из них — 96 серболужичан (99 %)).
| 1834 | 1871 | 1890 | 1910 | 1925 | 2011 | 2016 |
| ---- | ---- | ---- | ---- | ---- | ---- | ---- |
| 74   | 92   | 95   | 93   | 102  | 93   | 102  |

## Достопримечательности
Памятники культуры и истории земли Саксония
- Betkreuz, 1897 год (№ 09253243).

## Известные жители и уроженцы
- Бен Будар (1928—2011) — серболужицкий писатель;
- Ян Нук (род. 1947) — председатель организации «Домовина».